# Festival Internacional de Pesca Esportiva de Cáceres
O Festival Internacional de Pesca Esportiva de Cáceres, também conhecido como FIPe, é um festival de pesca esportiva que ocorre anualmente na cidade de Cáceres no estado de Mato Grosso, sendo um importante marco no calendário turístico no estado. Em 1992, o evento tornou-se oficialmente o maior do mundo em pesca embarcada em água doce, conforme registrado no Guinnes Book of Records (Livro dos Records). Em 2017, o festival de pesca foi reconhecido como o maior campeonato nacional sênior e o maior campeonato de pesca esportiva na categoria infantojuvenil no país.
A cidade de Cáceres, que realiza todo ano o FIPe, desde 1980, ficou conhecida como "Princesinha do Paraguai" (devido ao Rio Paraguai, onde acontece todos os tipos de pesca e competições embarcadas e ribeirinhas da cidade).

## História
Em 1979, Aderbal Michels, residente em Cáceres, juntamente com seu pai Bertolino Michels e o jornalista Luizmar Faquini, participaram de uma competição de pesca em Barra do Bugres. O evento, organizado pela prefeitura local e coordenado por Adelino Ferreira (conhecido como Pirangueiro), marcou o início de uma história significativa.A experiência compartilhada durante a gincana fortaleceu os laços entre Aderbal e Adelino Pirangueiro, inspirando-os a trazer a ideia para Cáceres. Com o entusiasmo de ambos e o respaldo do prefeito da época, Ivo Scaff, reconhecido como um entusiasta da pesca, o Festival do Peixe ganhou vida em Cáceres no ano seguinte, em 1980. O sucesso do evento foi fruto da determinação dos pescadores Aderbal Michels e Adelino Pirangueiro, aliado ao apoio incondicional do prefeito e ao suporte do comércio local e amigos. 
Desde então, o Festival do Peixe passou por diversas mudanças e acréscimos, evoluindo para se tornar o maior Festival de Pesca Esportiva do Brasil. Hoje, é um evento turístico de grande importância em Mato Grosso. Em 1992, o festival foi reconhecido como o maior de pesca embarcada motorizada em água doce do mundo pelo Guinness Book.
Confirmada para o ano de 2024, a 41ª edição do Festival Internacional de Pesca Esportiva de Cáceres ocorrerá entre os dias 2 e 7 de julho, conforme anunciado em publicação oficial].